# Кукова Острва на Светском првенству у атлетици у дворани 2012.
Кукова Острва су четврти пут учествовала на Светском првенству у атлетици у дворани 2012. одржаном у Истанбулу од 9. до 11. марта. Репрезентацију Кукових Острва представљала је једна такмичарка, која се такмичила у трци на 60 метара.
На овом првенству такмичарка Кукових Острва није освојила ниједну медаљу али је оборила национални рекорд.

## Учесници
Жене:
- Патриша Таеа — 60 м

## Резултати

### Жене
| Атлетичарка  | Дисциплина | Лични рекорд | Квалификација | Квалификација | Полуфинале            | Полуфинале            | Финале                | Финале       | Детаљи |
| Атлетичарка  | Дисциплина | Лични рекорд | Резултат      | Место         | Резултат              | Место                 | Резултат              | Место        | Детаљи |
| ------------ | ---------- | ------------ | ------------- | ------------- | --------------------- | --------------------- | --------------------- | ------------ | ------ |
| Патриша Таеа | 60 м       |              | 8,06 НР       | 6. у гр. 3    | Није се квалификовала | Није се квалификовала | Није се квалификовала | 48 / 62 (63) |        |